# Clément Ader
Clément Ader, francoski izumitelj in letalski pionir, * 2. april 1841, Muret, Francija, † 5. marec 1925, Toulouse, Francija.

## Življenjepis
Ader je že v mladosti pokazal veliko zanimanje za tehnologijo in je postal elektro inženir. Leta 1878 je izpopolnil telefon, ki ga je malo pred tem odkril Alexander Graham Bell. Leta 1880 je v Parizu postavil prvo telefonsko omrežje, v katerem je udejanjil svoje iznajdbe na področju telefonije. Kasneje se je začel posvečati letalstvu in začel delovati izključno na tem področju.
Kasneje se je umaknil iz javnosti in umrl v Toulousu, skoraj pozabljen. Danes nosi po njem ime eden izmed obratov Airbusa v Toulousu.

### Letalski konstruktor
Prvi zrakoplov je Ader sestavil leta 1886 in ga poimenoval Éole. Imel je platnena krila, poganjal pa ga je lahek štirivaljni parni stroj, ki je bil prav tako njegova iznajba. Po obliki je na tej napravi opaziti močan vpliv Louisa Mouillarda, po čigar študijah je Ader oblikoval svoje prve leteče stroje. Tako je bil Éole podoben ogromnemu netopirju, ki ga je poganjal velik štirikraki propeler. Skupna masa letala je bila izjemno majhna, saj je tehtalo komaj kakih 300 kg. Letalo je pred pričami prvič poletelo že leta 1890 in doseglo razdaljo 50 m preden je strmoglavilo. Tako nekateri smatrajo ta polet kot prvi polet motornega letala na svetu, čeprav uradna zgodovina priznava ta dosežek bratoma Wright.
Po tem dosežku je Ader izdelal novo napravo, Avion II, s katerim naj bi leta 1892 poletel 200 metrov daleč, vendar za to ni dokazov. Kasneje je projekt opustil in se posvetil novi napravi, Avion III, ki je bil večje plovilo enakega ustroja kot Éole in Avion II. Avion III je imel parni motor, ki je proizvajal 30 KM in je poganjal dva štirikraka propelerja. Za letalo se je zanimalo tudi francosko vojno ministrstvo, testiranje pa je Ader začel 14. oktobra 1897. Tukaj se pojavljajo dvojna pričevanja. Po prvih naj bi letalo poletelo 300 metrov daleč, po drugih pa naj bi se razbilo že pred vzletom. Vojno ministrstvo je sicer ukinilo financiranje projekta, po uspešnem poletu bratov Wright pa je izdalo poročilo, da je bil polet uspešen.

### Vizija
Ader je v letalstvu videl tudi veliko vojaško uporabnost in leta 1909 izdal knjigo L'Aviation Militaire, ki je doživela veliko naklado in 10 ponatisov, v kateri je zagovarjal svoje teze. V njej je tudi kot prvi na svetu predstavil idejo letalonosilke, velike ladje s ploščadjo za vzletanje in pristajanje letal. Na podlagi te ideje so že leta 1910 v ZDA začeli s preizkušanjem tega tipa ladij.